# Verbascum syriacum
Verbascum syriacum är en flenörtsväxtart som beskrevs av Heinrich Adolph Schrader. Verbascum syriacum ingår i släktet kungsljus, och familjen flenörtsväxter. Inga underarter finns listade i Catalogue of Life.